# Guardate cosa è successo al figlio di Rosemary
Guardate cosa è successo al figlio di Rosemary (Look What's Happened to Rosemary's Baby) è un film TV del 1976 diretto dal regista Sam O'Steen e sequel del fortunato Rosemary's Baby - Nastro rosso a New York.

## Trama
Sono passati otto anni dagli eventi narrati in Rosemary's Baby - Nastro rosso a New York.
Rosemary cerca ancora una volta di sfuggire alla setta insieme al figlio Adrian, che lei chiama Andrew. La setta, però, riesce a riprenderli e fa in modo che Rosemary salga su un autobus senza conducente. Adrian cresce solo con il padre Guy, che impronta la vita del ragazzo su una rigida educazione, senza mai però svelare ad Adrian l'esistenza della setta e il perché sia nato. Adrian, ormai al college, fa amicizia con Peter, giocatore di football, e con Ellen, giovane e timida ragazza appartenente ad una famiglia molto cattolica. Già dalle prime volte in cui Peter va a trovare Adrian a casa sua nota qualcosa di strano: non ci sono né quadri né specchi in tutta la casa, e non c'è neanche un'immagine di Rosemary, la madre di Adrian. Peter nota soprattutto l'eccessiva invadenza dei vicini di casa, i Castevet, che trattano Adrian come se fosse figlio loro.
Peter riesce a reperire molte notizie riguardanti i Castevet e scopre che i loro antenati erano dei potenti stregoni che avevano fondato una setta satanica con lo scopo di far nascere il figlio di Satana, che avrebbe conquistato il mondo e distrutto il bene grazie alla sua potenza. Portando con sé tutte le informazioni appena trovate, Peter si reca da Adrian per raccontargli quello che ha scoperto, ma involontariamente viene visto da Guy, che senza troppi indugi lo uccide accoltellandolo più volte alla schiena e bruciando il corpo nella fornace dello scantinato del palazzo. Appresa l'apparente scomparsa dell'amico Peter, Adrian viene interrogato dallo sceriffo Holtzman che, dopo aver tenuto il ragazzo per due ore in centrale, sospetta fortemente che Adrian c'entri qualcosa con la scomparsa dell'amico.
Pochi giorni dopo, Adrian riceve una strana telefonata in cui una voce di donna lo prega di recarsi nella Cattedrale di Saint Peter and Saint Paul, a Washington, perché ha qualcosa di molto importante da raccontargli. Adrian, incerto, decide di non dire niente a suo padre ma ne parla direttamente con l'amica Ellen (anche lei molto angosciata dalla scomparsa di Peter) la quale gli consiglia di andare e di non avere paura. Una volta arrivato nella cattedrale a Washington, Adrian ritrova sua madre Rosemary, miracolosamente sopravvissuta agli attentati della setta e ora ospite presso un centro di accoglienza, la quale gli rivela tutti i piani della setta e gli consegna lo stesso libro di stregoneria che a sua volta le era stato dato dal suo amico Hutch in Rosemary's Baby pregando il figlio di leggerlo con molta cura, facendo attenzione anche ai particolari.
Durante il viaggio di ritorno verso New York, Adrian inorridisce leggendo i macabri riti della setta satanica e, una volta tornato a casa, si scaglia contro il padre opponendosi all'idea di essere il figlio di Satana e dichiarando l'intenzione di andare via per sempre, senza ritornare mai più in quella casa. Terrorizzato, Adrian si rifugia a casa di Ellen e, dopo averle raccontato tutta la terribile vicenda, i due fanno l'amore e successivamente si addormentano. Al suo risveglio Adrian non trova più Ellen, ma solamente un biglietto in cui c'è scritto che - se vuole rivedere la ragazza viva - deve recarsi nello scantinato del suo palazzo per completare il rito di sottomissione al potere di Satana.
Desideroso di salvare Ellen ma al tempo stesso terrorizzato, Adrian si reca nello scantinato dove trova il corpo ormai carbonizzato di Peter, la setta riunita al completo ed Ellen legata ed imbavagliata ad un tavolo. Qui decide di sacrificarsi in cambio della salvezza di Ellen e, quando la ragazza viene liberata, Adrian comincia la sua trasformazione in un vero e proprio mostro, figlio di Satana. Ellen però riesce a strappare una pistola a Guy con la quale uccide lui e Roman Castevet. A quel punto Adrian, ormai diventato un mostro, si avvicina minaccioso verso di lei, ma prima di farle del male, preso dal rimorso, prega Ellen di ucciderlo. In preda al terrore, la ragazza spara tre colpi di pistola ad Adrian che si accascia al suolo senza dire una parola: il figlio di Satana è morto. Subito dopo scoppia un violentissimo incendio che uccide tutti gli altri membri della setta, mentre Ellen riesce ad uscire in tempo dalla struttura, ormai in fiamme. Il film si conclude con la visita ginecologica di Ellen, che scopre di essere incinta del figlio di Adrian.